# Moritz Seidel (Mediziner)

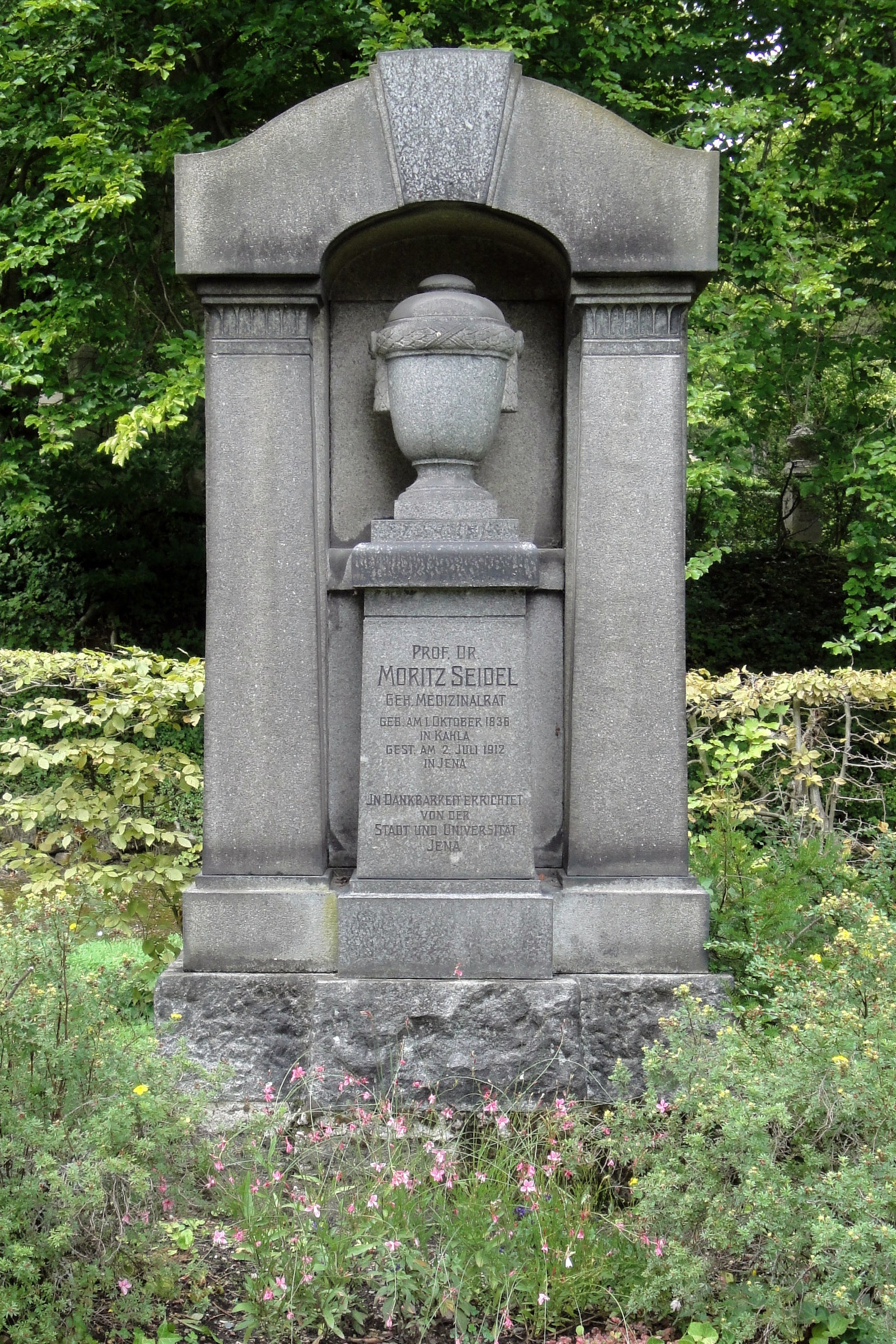
Ehrengrab von Moritz Seidel auf dem Nordfriedhof in Jena

Moritz Seidel (* 1. Oktober 1836 in Kahla; † 2. Juli 1912 in Jena) war ein deutscher Mediziner, der als Internist und Pharmakologe in Jena wirkte.

## Leben
Der Lehrersohn Moritz Seidel studierte an den Universitäten in Jena, Wien und Prag Medizin, wurde 1861 in Jena zum Dr. med. promoviert und wirkte als Assistent von Carl Gerhardt. Nach seiner Habilitation wirkte er ab 1867 als Professor für Innere Medizin und Arzneimittellehre an der Universität Jena sowie in seiner ausgedehnten Praxis in der Stadt Jena.
Am 13. Juli 1882 wurde Moritz Seidel unter der Präsidentschaft des Physikers Hermann Knoblauch in der Sektion Wissenschaftliche Medizin unter der Matrikel-Nr. 2375 als Mitglied in die Kaiserliche Leopoldinisch-Carolinische Deutsche Akademie der Naturforscher aufgenommen.
Die Stadt Jena ernannte Moritz Seidel an seinem 70. Geburtstag am 1. Oktober 1906 zum Ehrenbürger. Darüber hinaus wurde ihm der Titel Geheimer Medizinalrat verliehen.
Er wurde nach seinem Tod in einem Ehrengrab auf dem Nordfriedhof in Jena beigesetzt.
Moritz Seidel vermachte sein Vermögen der Stadt Jena und legte dieser in seinem Testament die Verpflichtung auf, die Einkünfte zur Anlegung eines Volksparks und Spielflächen für Sportspiele zur Nutzung für alle Teile der Bevölkerung der Stadt zu verwenden, wodurch in der Folge in Jena die Einrichtung des Volksparks Oberaue ermöglicht wurde.
In Jena erinnert die Seidelstraße an Moritz Seidel.

## Schriften
- De tumoribus cerebri tribus casibus illustratis. Dissertatio inauguralis medico chirurgica, Jenae 1861
- Die Atrophia musculorum lipomatosa (sogenannte Muskelhypertrophie). Mauke, Jena 1867 (Digitalisat)
- Vergiftungen mit Arsen, Blei, Kupfer, Quecksilber, Blausäure, Nitrobenzol, Kohlenoxydgas, Kloakengas, Alkohol. In: Josef Maschka (Hrsg.): Handbuch der gerichtlichen Medicin, Zweiter Band, Die Vergiftungen in gerichtsärztlicher Beziehung, Laupp, Tübingen 1882, S. 229–388 (Digitalisat)
- Chronische Arsenvergiftung durch einen arsenhaltigen Wandanstrich. Entgegnung auf die Brochure "Tod durch arsenhaltige Tapeten oder Vergiftung mit Phosphor". Frommann, Jena 1890 (Digitalisat)